# Medferiashwork Abebe
Medferiashwork Abebe, född 1922, död 2009, var en etiopisk kronprinsessa, gift med kronprins Amha Selassie.
Hon gifte sig 1945 med kronprinsen. Paret fick tre döttrar och en son. 
Under kuppen 1960, då hennes svärfar avsattes till förmån mot hennes make mot hennes makes vilja, tillhörde hon de få medlemmar som inte sattes i husarrest av kuppmakarna, och använde sin frihet till att organisera motståndet bland adeln och militären mot kuppmakarna, som sedan besegrade kuppmakarna. 
Hon och hennes make befann sig i Schweiz när monarkin 1974 avsattes och dergregimen tog makten.